# Suhani Kalita
Suhani Kalita (ur. 25 grudnia 1991 r. w Hajdarabadzie) – indyjska aktorka i modelka.
Kształciła się w Rosary Convent High School w Hajdarabadzie, następnie zaś w St. Mary's College. W  przemyśle filmowym debiutowała w 1996 (Bala Ramayanam). Wystąpiła w przeszło 40 produkcjach, głównie w telugu, ale również w hindi, malajalam oraz bengali. Wyróżniona Nandi Award dla najlepszej aktorki dziecięcej (2000).